# 宋皇臺站
宋皇臺站（英語：Sung Wong Toi Station），建造初期曾稱為土瓜灣站，位於香港九龍九龍城區馬頭涌世運道，是一個港鐵屯馬綫的鐵路車站。該站屬於沙田至中環綫（大圍至紅磡段）工程的一部分，於2021年6月27日啟用。車站鄰近馬頭涌宋王臺與世運道，主要服務啟德發展計劃2A及2B區、馬頭涌、馬頭圍及九龍城南角道一帶。

## 車站構造
宋皇臺站共設有三層，當中L2層為車站大堂；而L3層為車站月台。由於宋皇臺站主體位於啟德新發展區，車站於啟用時仍未有任何建築物，故施工無需遷就樁柱水管，因此車站有别於土瓜灣站的規模，無論車站大堂及月台也特别寬敞。

### 樓層
| G                 | 地面 | 出入口 |   |  |
| L2                | 大堂 | 智能客務中心、車站商店、文物展示區、洗手間、行人隧道往九龍城南角道、世運花園、馬頭涌北帝街（傲雲峰）、地下街              |   |  |
| L3                | 月台 | \| \| 1 \| 屯馬綫往屯門（土瓜灣） \| \| \| \| 島式 · 開左邊车门 \| \| \| \| \| \| \| \| 屯馬綫往烏溪沙（啟德） \| 2 \| \| |   |  |
|                   | 1    | 屯馬綫往屯門（土瓜灣） |   |  |
| 島式 · 開左邊车门 |      | |   |  |
|                   |      | 屯馬綫往烏溪沙（啟德） | 2 |  |

### 大堂
車站設有洗手間及育嬰間，位於車站大堂付費區內。而大堂內亦設有7間商店，分佈於近車站A、D出口位置。
港鐵稱車站設計是糅合考古元素，為乘客提供獨特的體驗。在建造期間，工程人員發現大量宋代遺蹟，包括於現時車站大堂中央位置發現宋元時代的古井及接連的引水槽。因此，大堂頂蓋設計已重新修改，另港鐵會加建彈性預留的混凝土井槽，有待宋皇臺公園設計落實，上方的宋元古井（J2井）及引水槽於原址重建後，大堂頂部的混凝土底板將可換作透明底板，乘客日後可在大堂內仰視古井底部。
大堂亦設有兩個展櫃展示逾400件文物，當中包括宋代貨幣、陶瓷器，建築構件以及19世紀末至20世紀中車站一帶的地圖、照片及日常用品。。此外，於B出口通道內並展示車站歷史及興建過程。
- 車站大堂（2021年6月）
- 車站大堂付費區內設有展櫃展示逾400件文物（2023年6月）
- 車站大堂付費區內的部分假天花範圍有待宋皇臺公園設計落實後，將改為透明玻璃，讓公眾能仰視觀賞（2021年6月）
- 大堂內設有智能客務中心（2021年6月）
- 大堂內設有洗手間、育嬰間及銀行（2023年6月）

### 月台
車站設有一座島式月台，而月台的焗漆板牆身印有前地鐵公司退休建築師區傑棠所書寫的站名書法大字。
- 1、2號月台（2023年6月）
- 月台設有陶藝家黃麗貞女士以當代手法呈現宋代美學，利用陶瓷浮雕重新詮釋宋代的畫作（2021年6月）

### 出入口
車站原本設置7個出入口，目前只開放5個。當中B2、B3出口連接九龍城衙前圍道一帶，由車站大堂步行前往B2、B3出口需時約5分鐘，而通道內並設有扶手及座椅供市民休憩；而B1出口設於世運花園下，連接站外的行人隧道。
C出口原計劃以行人隧道接駁至北帝街，但受發現古蹟影響臨時擱置興建，並計劃以行人天橋取代，該行人天橋預計於2023年動工，目標在2026年竣工；而A、D出口則設於啟德新發展區內。
|                                      |            | |      |
| 編號                                 | 指示       | 建議前往的目的地 | 圖片 |
| 出口 · A · 升降机标志 · 扶手电梯标志 | 德高道     | 德高道、世運道、啟欣苑 |      |
| 出口 · B · 1 · 无障碍通道标志        | 九龍城     | 亞皆老街遊樂場、中國基督教播道會恩泉堂啟德中心、播道醫院、九龍城法院大樓、九龍醫院、聖德肋撒醫院、香港眼科醫院、香港保護兒童會馬頭涌幼兒學校、九龍靈光小學、九龍城浸信會、馬頭角道、馬頭角道政府合署、馬頭圍邨、馬頭圍道遊樂場、獻主會聖母院書院、香港培道小學、宣道會劉平齋紀念國際學校、聖公會聖三一白普理中心、香港聖公會聖三一座堂、香港家庭計劃指導會、聖三一中心幼稚園及幼兒園、聖三一堂小學、聖公會聖三一堂百週年紀念普理大樓、聖母院書院、天光道遊樂場、世運花園、真善美村、君柏、馬頭涌官立小學 |      |
| 出口 · B · 2 · 升降机标志            | 九龍城     | 太子道西 |      |
| 出口 · B · 2 · 升降机标志            | 九龍城     | 太子道西 |      |
| · （只供離站）                       | 九龍城     | 九龍城、富豪東方酒店、薈學坊、賈炳達道公園、泰人恩福服務中心、綠在寨城、九龍城市政大廈、九龍城廣場、九龍靈糧堂、九龍仔運動場、九龍寨城公園、香港培道中學、李基紀念醫局、樂善堂陳廣興紀念基層醫療中心、九龍城潮語浸信會、獻主會溥仁小學、美東邨、碧華花園、御豪門、豪門、東頭邨、東匯邨、喇沙書院、民生書院、耀山學校 |      |
| 出口 · D · 升降机标志 · 扶手电梯标志 | 啟德體育園 | 啟德體育園、啟德青年運動場、啟德主場館、啟德零售館、宋王臺花園、香港飛行總會、欣榮花園、8度海逸酒店、智匯軒酒店、活託邦-啟德、啟德帝盛酒店、飛達工商業中心、中電總部、工聯會工人醫務所、傲雲峰、迎豐、喜點 |      |
| 註： 設有                            |            | |      |

- B出口行人隧道（2021年6月）

### 車站藝術
現時宋皇臺站設有一組車站藝術品位於車站月台，均為由香港藝術家黃麗貞創作的《大地陶詞》；另外，B出口通道設有攝影拼貼展示藝術品的研究、準備及創作過程。
| 宋皇臺站車站藝術概覽 | 宋皇臺站車站藝術概覽 | 宋皇臺站車站藝術概覽 | 宋皇臺站車站藝術概覽 | 宋皇臺站車站藝術概覽 | 宋皇臺站車站藝術概覽 |
| 圖片                 | 圖片                 | 藝術品               | 藝術家               | 位置                 | 完成日期             |
| -------------------- | -------------------- | -------------------- | -------------------- | -------------------- | -------------------- |
|                      |                      | 《大地陶詞》         | 黃麗貞（香港）       | 車站月台             | 2021年6月            |

## 接駁交通及車費優惠
另外，港鐵亦在欣榮商場設置適用於宋皇臺站及土瓜灣站的港鐵特惠站，為使用成人八達通的乘客提供港幣2元車費優惠；同樣港鐵亦提供宋皇臺站與城巴22、22M、E23／E23A（往慈雲山方向）綫、綠色專綫小巴25A、25B、49綫的八達通轉乘折扣優惠。

## 歷史
根據九廣鐵路公司九鐵方案中，此站會和原計劃中的土瓜灣站合併（當時分別稱為「土瓜灣站」及「馬頭圍站」），並命名為馬頭角站。但在2007年7月的運輸及房屋局的合併方案建議中，重新建議採用原來方案，分別興建此站（當時稱為土瓜灣站）及土瓜灣站（當時稱為馬頭圍站）。因應啟德發展計劃中可能興建大型體育場館，預計此站將會成為體育場館的重要交通配套。
然而由於政府取消啟德發展區填海計劃，沙中綫啟德段走綫被大幅修改。2009年5月21日，香港多份報章報導港鐵發佈馬頭圍至啟德一段走綫之修訂方案，此站將改設於馬頭涌世運道對出的啟德新發展區邊陲（約於舊啟德機場原址之臨時停車場），而車站出入口亦將接駁北帝街、太子道西、亞皆老街及真善美村一帶，新走綫更靠近馬頭圍及九龍城舊區。
而車站及土瓜灣站項目合約由「三星－新昌合營」取得，集團負責工程主要包括建造兩個鐵路車站以及全長1.6公里的鐵路隧道。
工程期間，世運公園曾被徵用作為工地，以建設連接九龍城的地下通道（即B出口）。而連接世運公園的部分行人隧道並同樣被翻新及重建，以接駁B出口，同時亦加建升降機連接行人隧道。
宋皇臺站最初原定於2018年啟用，然而受沙中綫偷工減料醜聞影響，故推遲於2021年6月27日通車。
另外，由車站啟用當日（2021年6月27日）至翌年1月1日期間，於宋皇臺站使用八達通出入閘的乘客每程亦可享港幣1元（成人）或0.5元（包括小童、長者、殘疾人士及學生）的車費扣減。

### 車站命名
此站原計劃名為「土瓜灣站」，由於取消啟德發展區填海計劃，沙中綫啟德段走綫被大幅修改，車站位置改為位於馬頭涌，完全偏離土瓜灣，被區內人士指出以土瓜灣命名將會誤導乘客及公眾，引起爭議。而於2009年10月，有消息指出土瓜灣站可能改名為「宋皇臺站」，以紀念車站原址的歷史。
2010年11月，政府憲報刊登的沙田至中環線鐵路方案中，則繼續顯示其原稱土瓜灣站。
而於2017年9月，港鐵於尖東站舉辦招聘會所展示的全港鐵路路線圖上，此站獲標示為宋皇臺站，唯港鐵回覆查詢指出有關資料僅是港鐵用作內部參考用途，未能作實。而同年11月，立法會交通事務委員會視察沙中線工地，港鐵工程總監黃唯銘對外回應時仍繼續使用原稱。
2017年11月27日，政府宣布此站將定名為宋皇臺站，讓車站名稱更符合其所在位置及地理環境。運輸及房屋局常任秘書長（運輸）黎以德指出，期間留意不少地區人士表示希望車站能夠反映有關宋朝古蹟的特色，因此政府決定將此車站改名為現稱。同時為了回應地區及議會的訴求，政府亦決定將原先的「馬頭圍站」更名為土瓜灣站，並希望這兩個車站的名稱更能反映地區的特色，及讓沙中綫鐵路更能融入社區。

### 發現宋代之井口遺蹟
2014年4月21日，明報報道有工人在此站近宋王臺花園位置發現南宋時期方形石井，包括6個古井及幾千件文物，當中有陶瓷器碎片、錢幣及鐵塊等。而古物古蹟辦事處表示，鑑於考古發現重大，已要求港鐵擴大考古範圍至周邊土地，港鐵亦決定將研究範圍擴至啟德工地內的宋皇臺站及地底車站，當時預計考古工作於2014年第3季完成。同月26日，古物古蹟辦事處證實，此站地盤在考古監察過程中，再發現宋元時期的方井。古蹟辦隨即派員到場視察，檢視所發現的文物，並與考古學家討論保護方案，確保遺跡及文物受到妥善的保護，不會受到工程而破壞。唯時任發展局局長陳茂波在網誌表示，目前只有其中一個完整古方井獲得允許原址保留，並考慮將方井與宋皇臺公園作綜合規劃；但另四個宋元至晚清的石井及200多件遺址，古蹟辦與港鐵商討後，只作記錄便將遺址破壞，有外界質疑是為了遷就加快工程。第二期發現宋代石井的工地則停工三星期。唯到同年5月中，大部分工地已陸續交還港鐵，並同步動工建造豎井，以便日後放入巨型鑽挖機建隧道；惟豎井建造時因愈挖愈接近宋元方井與房屋遺址，路政署才要求港鐵先停工建保護牆，並需評估古蹟不會受損才復工。
根據古諮會文件，港鐵於2012年末展開首輪考古工作，範圍為約15萬呎，結果找到200多個遺跡，其中一個宋代方井獲原址保留，但文件並再無交代其他遺跡狀況。有民間組織要求政府全面接管發掘工作，避免歷史文物受破壞，古蹟辦指宋皇臺站地盤部分工程已暫停，處理文物符合考古原則。
不過，時任港鐵沙中綫土木工程師胡偉麟強調，豎井放在其他地方，時間上未必可行。港鐵其後接受查詢時又透露，第二個考古工地已完工，古蹟辦會在2014年6月前陸續交還港鐵，故已在該處展開建豎井工程，只因為貼近古蹟，故才停工建保護牆；對於有意見希望日後港鐵可參考台北捷運松山新店線北門站的處理方法，在車站展示文物，港鐵樂意考慮，但文物屬政府，要與政府商討。
香港古物諮詢委員會成員及多名專家亦批評考古工作受趕工影響變得零碎，部分全被破壞，難助重塑宋元全區面貌，最理想是保留6井再研保育方案；而時任公共專業聯盟召集人黎廣德批評港鐵做法離譜，政府應接管港鐵之考古工作，並容許民間專家參與，以提高透明度。
2017年6月，港鐵提交宋皇臺站最新設計方案，並且在古物諮詢委員會討論。港鐵建議在車站頂設混凝土井槽，作為原址重置宋元古井及晚清水槽。在車站大堂的部分假天花範圍改為透明玻璃，讓公眾仰視觀賞，而大堂內亦會設置展櫃供展示文物。不過有不少委員認為港鐵無心設計，認為不能表達昔日歷史，欠缺特色。

### 反修例運動
在2019年反修例運動期間，除了不少現有車站外，當時未啟用的宋皇臺站出入口亦在同年10月初被示威者破壞。

### 工程期間相片
| 工程期間相片 |
| --- |
| - 宋皇臺站B2出口外觀（2020年4月） - 宋皇臺站B3出口外觀（2020年4月） - 宋皇臺站D出口（2020年4月） - 宋皇臺站B1出口工地（2020年1月） - 宋皇臺站B1出口（2019年9月） - 宋皇臺站B3出口外貌（2019年9月） - 宋皇臺站B出口工地（2018年12月） - 宋皇臺站A出口工地（2018年5月） - 宋皇臺站D出口工地（2018年5月） - 宋皇臺站B出口工地（2018年5月） - 俯瞰宋皇臺站主體工程（2017年10月） - 宋皇臺站B出口工地（2017年10月） - 俯瞰宋皇臺站主體工程（2016年10月） - 俯瞰宋皇臺站主體工程（2016年2月） - 宋皇臺站B出口工地（2015年6月） - 俯瞰宋皇臺站主體工程（2015年6月） - 宋皇臺站B出口工地（2015年3月） - 俯瞰宋皇臺站主體工程（2015年3月） - 宋皇臺站主體工程（2014年11月） - 宋皇臺站主體工程（2013年8月） - 宋皇臺站B出口工地（2013年4月） |

### 通車前舉行開放日
宋皇臺站於2021年6月13日舉行開放日。港鐵指車站開放日吸引超過3,000名市民到場參觀，當中包括約400名應港鐵邀請來自地區及非政府組織團體人士。除了體驗車站新設施外，參觀人士透過站內的介紹，觀賞及認識更多關於宋皇臺地區的歷史及車站藝術－《大地陶詞》的故事。開放日分為六個參觀時段，每個時段有兩百張入場券，每張券可供四位市民入場。首輪參觀時間為早上10時15分，入場人士須使用「安心出行」或填寫個人資料。

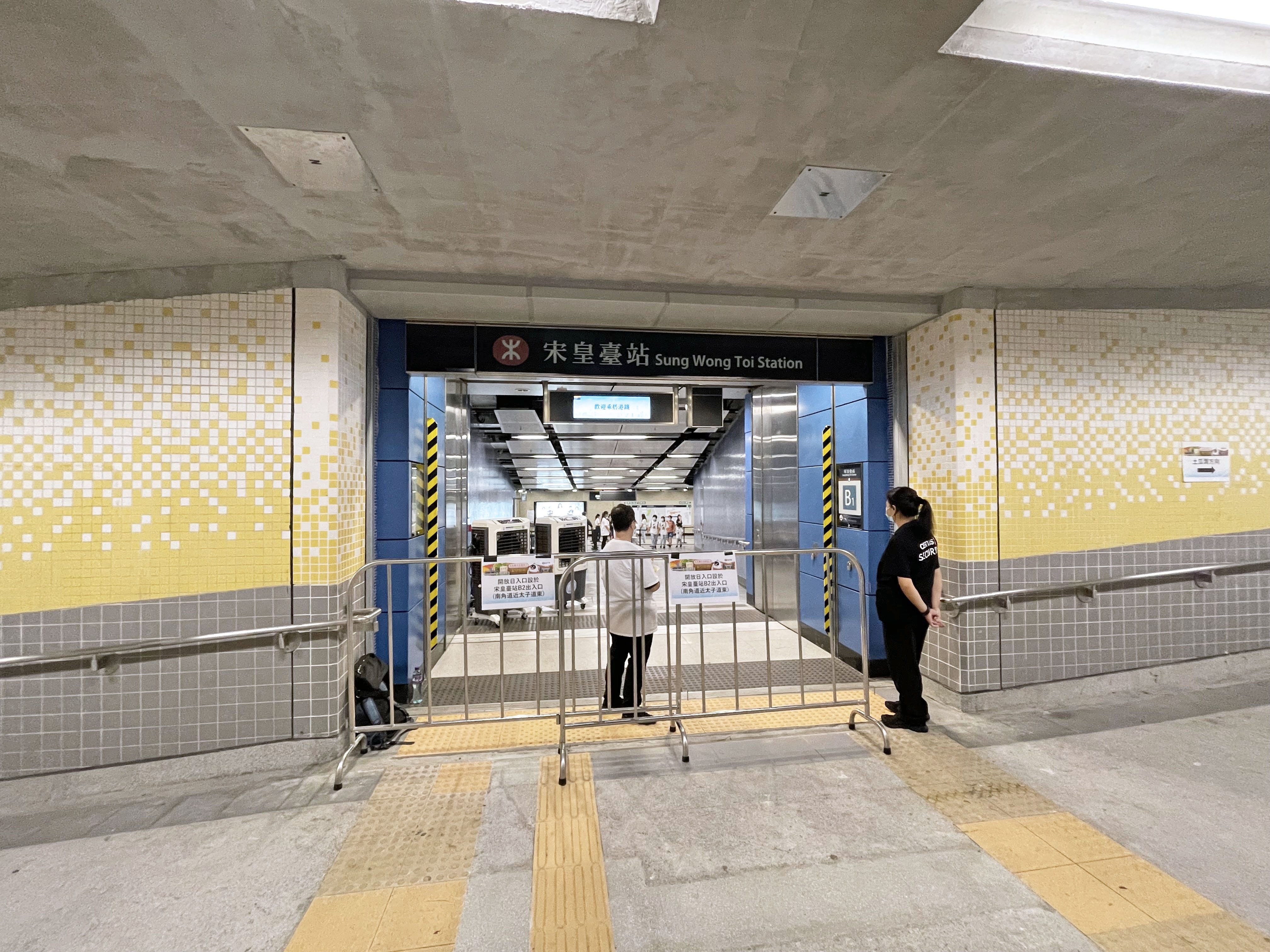
開放日的B1出口（2021年6月）
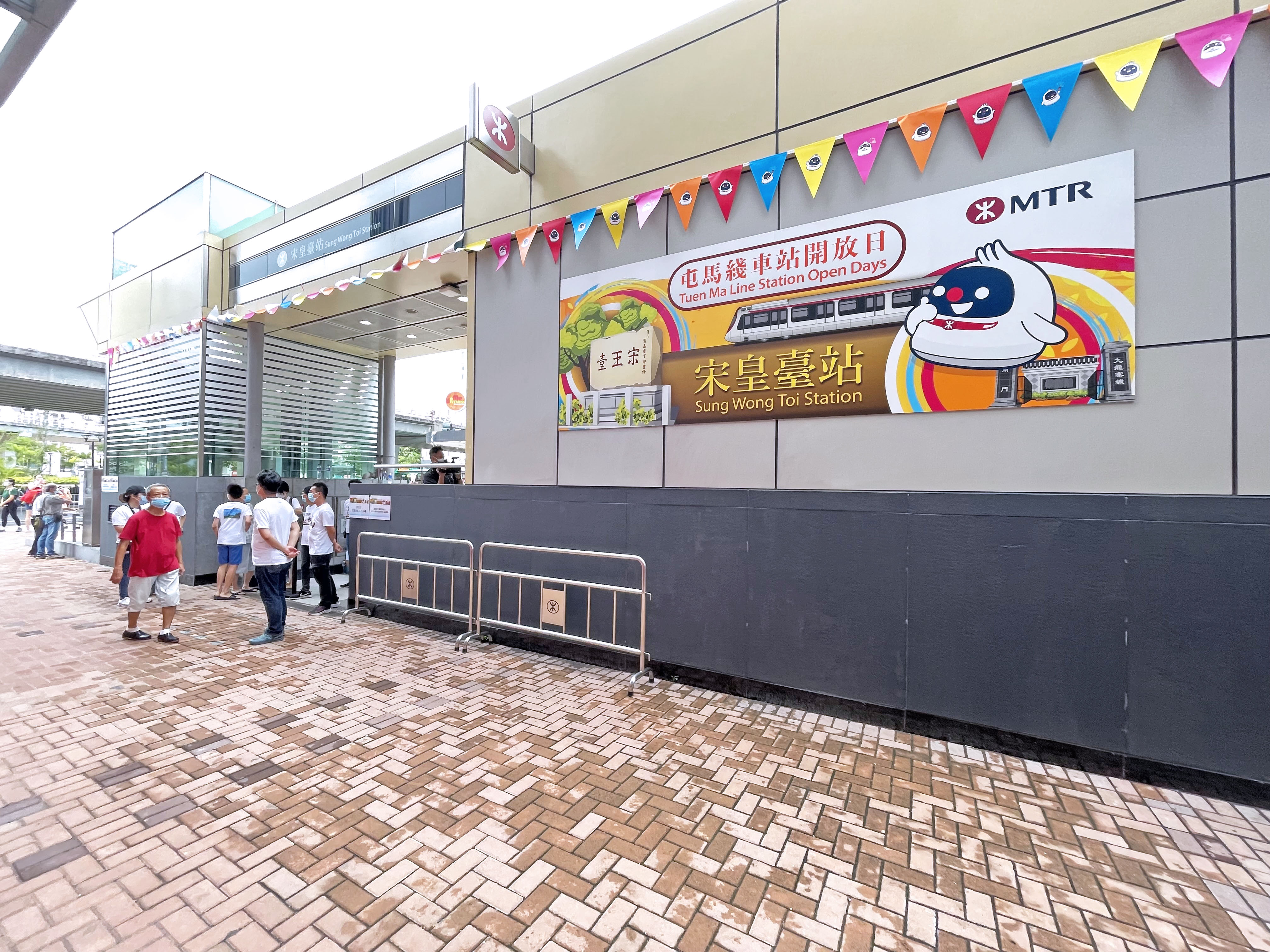
B2、B3出口有多名職員在站外駐守（2021年6月）

### 通車前慶祝典禮
屯馬綫通車慶祝典禮於2021年6月26日上午在宋皇臺站內大堂舉行，同日大堂預留兩個文物展櫃亦正式揭幕，由時任行政長官林鄭月娥及港鐵非執行主席歐陽伯權負責主持。而行政長官、港鐵主席歐陽伯權及行政總裁金澤培等由月台步入大堂時，司儀李志剛要求在場嘉賓立刻起立，有記者即時揚言「咩事呀，使唔使呀（幹麼？不用吧？）」、「升國旗咩依家（現在升國旗嗎？）」及「做多咗啦（幹多了！）」等語句。

### 緊急出口出現沉降
啟德發展區地盤在進行打樁工程期間，宋皇臺緊急出口的其中一個監測點的沉降記錄於2023年6月5日達到20毫米的預設停工指標。按既定程序，房委會應房屋局的要求，於同日暫停在有關緊急出口30米範圍內的打樁工程。房委會建築團隊、屋宇署及港鐵公司等已確認緊急出口結構安全，政府稱該沉降沒有影響其他周邊鐵路設施的結構安全。

### 引用
1. ↑   (PDF). 港鐵公司. 2009年6月1日  [2009年6月18日]. （原始内容 (PDF)存档于2009年12月29日）.
2. 1 2 3 4   (PDF). 港鐵公司.   [2024-02-20]. （原始内容存档 (PDF)于2020-09-26）.
3. 1 2 3 4   (PDF). 九龍城區議會. 2009年5月21日  [2009年6月18日]. （原始内容 (PDF)存档于2009年12月29日）.
4. 1 2  . 明報. 2021-06-10  [2021-06-10]. （原始内容存档于2021-06-10）.
5. ↑  . 香港01. 2021-06-11.
6. ↑   (PDF).   [2022-03-06]. （原始内容 (PDF)存档于2022-03-06）.
7. ↑  土瓜灣站環境影響評估，港鐵公司，2011年11月
8. ↑   (PDF).   [2022-02-24]. （原始内容 (PDF)存档于2022-03-26）.
9. ↑   (PDF).   [2021-06-27]. （原始内容存档 (PDF)于2021-05-28）.
10. ↑  沙中綫原先由九廣鐵路公司投得，後來因兩鐵合併，轉交港鐵公司發展。
11. ↑  .   [2014-05-03]. （原始内容存档于2014-05-03）.
12. ↑  宋王臺為紀念宋朝皇帝宋端宗趙昰的石碑
13. ↑  . 東方日報. 2017-09-24  [2017-09-24]. （原始内容存档于2017-09-24）.
14. ↑  . 香港01. 2017-09-24.
15. ↑  「截至今年9月，大圍至紅磡站段工程已完成92%，路軌已完成鋪設，4個車站已完成結構工程，土瓜灣站亦即將平頂，全線進入機電設備安裝階段」
16. ↑   (PDF).   [2017-11-27]. （原始内容存档 (PDF)于2020-02-05）.
17. ↑  沙中線工程進度因考古受影響 2014-04-21[]
18. ↑  .   [2014-05-13]. （原始内容存档于2014-05-14）.
19. ↑  .   [2014年5月13日]. （原始内容存档于2014年5月14日）.
20. ↑  沙中線地盤發現古蹟組織促停工  2014-05-02[]
21. ↑  .   [2016-03-28]. （原始内容存档于2016-04-14）.
22. ↑   (PDF). 古物諮詢委員會備忘錄.   [2017-06-09]. （原始内容存档 (PDF)于2017-12-01）.
23. ↑  . 東方日報. 2017-06-09  [2017-06-09]. （原始内容存档于2017-06-14）.
24. ↑  . 頭條日報. 2019-10-04  [2019-10-13]. （原始内容存档于2019-10-04）.
25. ↑  . 獨立媒體. 2021-06-26  [2021-06-27]. （原始内容存档于2021-07-02）.
26. ↑  . 香港特別行政區政府新聞公報. 2023-06-07  [2023-06-07]. （原始内容存档于2023-06-07）.

## 外部連結
- 港鐵公司－宋皇臺站街道圖（页面存档备份，存于）
- 港鐵公司－宋皇臺站位置圖（页面存档备份，存于）
- 港鐵公司－宋皇臺站列車服務時間 （页面存档备份，存于）